# Unruoch II de Friuli
Unruoch II (también conocido como Unroch II) (m. en 853) fue un noble franco y amigo de Carlomagno.  De hecho, fue testigo del testamento del emperador en el año 811.
Fue duque franco (margrave) de Friuli antes de 846 y fue posiblemente hijo de Unruoch I de Friuli o Berengario conde de Friuli. Se casó con Engeltrude (Engletron), hija de Begón de Tolosa con la siguiente descendencia:
- Everardo del Friul, su sucesor (c. 815-816 – 866) y que se casó con Gisela, hija de Luis el Piadoso
- Berengario el Sabio, fallecido en batalla (c. 836)
- Amadeo de Friuli, conde de Payn Langres (n. 825)
- Ternois de Friuli, hija (n. 825), que se casó con el conde Gebhard Nieder-Lahngau
- Alard, abad de San Bertin
- Amadeo, conde de Borgoña (n. 827).